# Umi Ryuzaki
Umi Ryuzaki (龍咲 海?, Ryūzaki Umi) è una delle protagoniste della serie manga e anime Magic Knight Rayearth. Nella versione italiana dell'anime, è stata ribattezzata con il nome Marina, mantenuto anche nel ridoppiaggio della Yamato Video, che chiama il personaggio Umi soltanto nell'OAV.

## Il personaggio
Umi è una ragazza elegante, dai lunghissimi capelli azzurri e gli occhi dello stesso colore, sebbene un po' irascibile e che difficilmente si fida degli altri. Frequentante il secondo anno delle scuole medie in una scuola privata, è abile nello sport della scherma. È evidentemente una fan dei gelati Häagen-Dazs, del Denny e del MOS Burger (infatti viene presa dal panico al pensiero che su Sephiro non possa goderne, similmente a Miaka Yūki in Fushigi Yugi, che, dopo l'arrivo con la migliore amica in un altro mondo, si lamenta per l'assenza dei suoi ristoranti preferiti). Figlia unica di una ricca famiglia, i suoi genitori le hanno sempre dato tutto, viziandola; così Umi da un lato nutre un enorme amore nei loro confronti, dall'altro ha sviluppato un carattere superficiale e, molto spesso, egoista. L'incontro con Hikaru Shido e con Fu Hooji nel mondo di Sephiro è fondamentale per lo sviluppo della personalità di Umi, che diventa protettiva e sensibile nei confronti delle amiche, arrivando ad essere pronta a sacrificare la propria vita per loro. Ella può essere feroce e calma, ma ha un punto debole: ciò che odia maggiormente è essere lasciata sola.
In battaglia, Umi è calma, fredda e controllata. Guerriera orgogliosa, dopo aver intrapreso una lotta non vuole tirarsi indietro, anche se la situazione volge negativamente per lei, come ben si nota nel combattimento contro Tatra e Tarta di Chizeta. Umi è leale verso i suoi compagni, e la sua feroce determinazione nel proteggere coloro che ama la rende un'avversaria difficile da battere. Dietro i comportamenti impulsivi, si trova una giovane donna premurosa ed ottimista, e ciò molte volte contribuisce ad aumentare il livello del potere di Umi, nascosto, oltre le aspettative della ragazza.

## Sviluppo
Umi ha lunghi capelli e occhi azzurri, colore affine all'acqua, potere di cui la ragazza è dotata. Nell'OAV, in cui la Ryuzaki è cresciuta, sia capelli che occhi sono blu. I diversi toni dello stesso colore rimangono dominanti nei vestiti della giovane. Il blu è anche il colore preferito di Umi.
Il nome Umi (海?) significa "mare", un altro riferimento ai poteri acquatici del personaggio. Il cognome Ryuzaki (龍咲?, Ryūzaki) può essere tradotto come "fiore del drago" ed è composto da ryū (龍?), che significa "drago", e saki (咲?) (zaki per un fenomeno fonologico), che significa "fiore". Infatti, il Genio Managuerriero di Umi è proprio un drago. Nell'adattamento italiano dell'anime, Umi viene chiamata Marina, dal latino mare, -is, che significa lo stesso "mare".

## Storia

### Manga e anime
Trasportata su Sephiro da Clef, Umi conosce Hikaru Shido e Fu Hooji, con cui stringe immediatamente una grande amicizia. Insieme a loro, accetta di diventare un Cavaliere Magico, di salvare la principessa Emeraude e con essa il mondo di Sephiro. La sua arma magica, donatale da Presea, è un fioretto. Le viene affidato Ceres, Genio Managuerriero dell'acqua. Nell'anime, Umi ha una cotta per Clef, e alla fine della serie sarà quasi sul punto di dichiararsi a lui, ma non troverà il coraggio di farlo. Di lei è invece perdutamente innamorato Ascot, che si rivelerà di grande aiuto nei suoi confronti. Nel manga invece, pur essendo più volte sottolineato l'interesse di Ascot nei confronti di Umi, non viene rivelato alcun particolare sentimento della ragazza né nei confronti di Ascot né di Clef.

### Altro
Umi è presente anche nei videogiochi Magic Knight Rayearth (Saturn) e Magic Knight Rayearth (SNES), e nei corti animati CLAMP in Wonderland e CLAMP in Wonderland 2.

## Potere e attacchi
È il potere dell'acqua a scegliere Umi. Di seguito, gli attacchi:
- Drago d'Acqua (水の龍?, Mizu no Ryū): primo incantesimo di Umi, creato per salvare Hikaru da Alcyone. Si tratta di un'enorme mole d'acqua a forma di drago che si riversa sul nemico. Viene lasciato intendere che questo incantesimo sia anche in grado di provocare la pioggia. Nell'edizione Deneb Video dell'anime è tradotto come Drago degli Abissi.
- Tornado Blu (蒼い竜巻?, Aoi Tatsumaki): secondo incantesimo di Umi, crea un turbine d'acqua con il quale viene colpito il nemico. Umi lo utilizza in un'occasione anche per salvare la principessa Tarta, che stava precipitando nel vuoto.
- Lame di Ghiaccio (氷の刃?, Kōri no Yaiba, "Spade di ghiaccio" nel doppiaggio Yamato Video): terzo incantesimo di Umi, crea una pioggia di acqua e ghiaccio sul nemico. Si tratta dell'unico incantesimo basato sul ghiaccio ed è intuibilmente il più potente di Umi.

## Characters songs
Di seguito, le characters songs contenute nei vari album della serie, cantate da Konami Yoshida, doppiatrice giapponese di Umi.
- Setsunakute (せつなくて? lett. "Doloroso")
- Yumeiro no tsubasa (夢色の翼? lett. "Ali di sogni colorati")
- Itsuka tenshi ni nareru (いつか天使になれる? lett. "Un giorno diventerò un angelo")
- Watashi to no yakusoku (私との約束? lett. "La promessa con me stessa") – con Keiko Yoshinari (coro)
- Tomodachi desho (友達でしょ? lett. "Siamo amici no") – OAV

## Accoglienza
Al diciottesimo Anime Grand Prix, Umi è arrivata undicesima nella lista dei personaggi femminili più amati. La rivista Newtype ha votato Umi all'ottavo posto nella classifica dei più popolari personaggi femminili delle CLAMP.